# Muhterem Aras

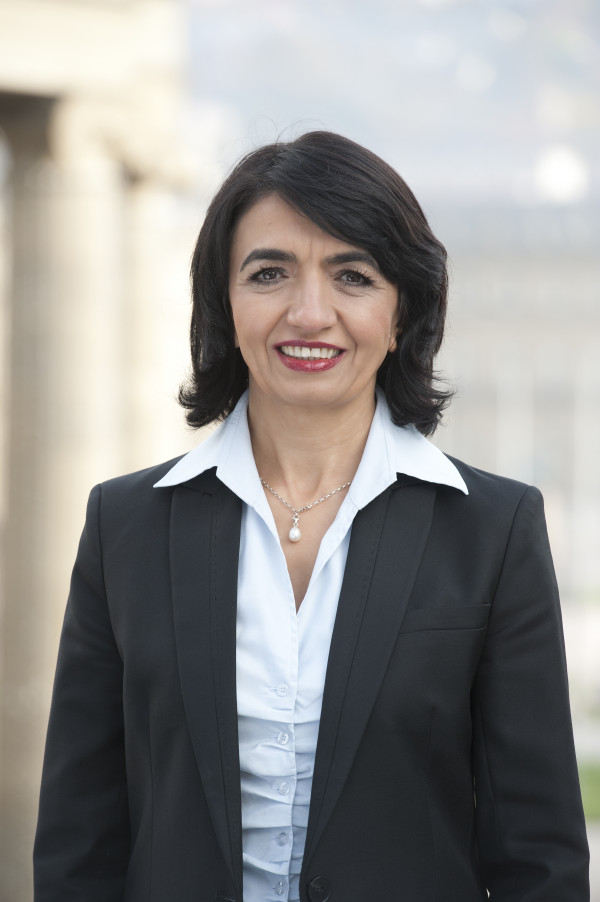
Muhterem Aras (2016)

Muhterem Aras (* 2. Januar 1966 in Elmaağaç bei Bingöl, Türkei) ist eine deutsche Politikerin (Bündnis 90/Die Grünen). Sie ist seit Mai 2011 Abgeordnete im Landtag von Baden-Württemberg für den Wahlkreis Stuttgart I und seit Mai 2016 Landtagspräsidentin.

## Leben
Aras wurde in der Türkei im ostanatolischen Dorf Elmaağaç als Tochter alevitischer Kurden geboren und kam 1978 als Zwölfjährige mit ihrer Mutter und ihren Geschwistern nach Filderstadt, wo ihr Vater bereits lebte und arbeitete. Laut eigener Aussage ermunterten ihre Eltern sie zur Integration in die deutsche Gesellschaft, was durch Lehrer und Freunde weiter gefördert wurde.

## Ausbildung und Beruf
Nach Abschluss der Mittleren Reife in Nürtingen und des Abiturs in Stuttgart am beruflichen Gymnasium Johann-Friedrich-von-Cotta-Schule studierte sie Wirtschaftswissenschaften an der Universität Hohenheim. Studienbegleitend arbeitete sie in der Fraktionsgeschäftsstelle der Grünen im Stuttgarter Rathaus. Nach dem Studium von 1994 bis 1999 war sie als Angestellte im steuerberatenden Bereich tätig. 2000 bestand sie das Steuerberater-Examen und gründete ein Steuerberatungsbüro in Stuttgart, das auch während ihrer politischen Karriere weiterläuft.

## Politische Tätigkeiten
Ihre politische Laufbahn begann 1993 mit dem Eintritt bei den Grünen infolge der rassistischen Angriffe auf Einwanderer in Rostock-Lichtenhagen und in Mölln. Ein erstes Mandat übernahm sie nach der Kommunalwahl 1999 im Gemeinderat von Stuttgart. Dort war sie von 2007 bis 2011 Fraktionsvorsitzende ihrer Partei. Gemeinsam mit Werner Wölfle an der Spitze wurde die Grünen-Fraktion bei der Kommunalwahl 2009 zum ersten Mal in einer deutschen Großstadt stärkste Fraktion.
Bei der Landtagswahl in Baden-Württemberg 2011 gewann Aras das Erstmandat im Wahlkreis Stuttgart I mit 42,5 % der abgegebenen Stimmen und wurde damit „Stimmenkönigin“ der Grünen in Baden-Württemberg. Aras war 2011 die erste Muslimin im baden-württembergischen Landtag. Sie war Mitglied in den Ausschüssen für Finanzen und Wirtschaft und für Kultur, Jugend und Sport sowie finanzpolitische Sprecherin der Grünen-Fraktion. Mit Eintritt in den Landtag legte sie ihr Mandat im Gemeinderat nieder.
Von 2014 bis 2016 war Aras Vorsitzende des Stuttgarter Kreisverbands von Bündnis 90/Die Grünen.
Bei der Landtagswahl 2016 kandidierte sie erneut im Landtagswahlkreis Stuttgart I und gewann das Mandat mit 42,4 Prozent, dieses Mal landesweit das beste Ergebnis aller Landtagskandidaten. Am 11. Mai 2016 wurde sie zur neuen baden-württembergischen Landtagspräsidentin gewählt und war damit deutschlandweit das erste Mitglied der Grünen sowie in Baden-Württemberg die erste Frau in diesem Amt. Bei der Landtagswahl 2021 verteidigte Aras ihr Mandat mit 44,8 Prozent der Stimmen und erzielte somit erneut das beste Ergebnis aller baden-württembergischen Landtagskandidaten. Am 11. Mai 2021 wurde sie in ihrem Amt als Landtagspräsidentin wiedergewählt.

## Politische Positionen
Aras begrüßte 2016 die Resolution des Bundestages, welche den Völkermord an den Armeniern anerkannte.
Im Zuge des Verfassungsreferendums in der Türkei 2017 sprach sich Aras dafür aus, dass man nach zehn Jahren, die man im Ausland verbracht hat, das Wahlrecht in seinem Heimatland verliert.

## Engagement
Aras gehörte als Steuerberaterin bis 2021 dem Bundesvorstand des Bundesverbandes Nachhaltige Wirtschaft an, der sich als Verband von Unternehmern und Selbstständigen für eine ökologisch-nachhaltige Wirtschaft einsetzt. Sie ist außerdem Mitglied im Stiftungsrat der Bürgerstiftung Stuttgart und der Stiftung Hospitalhof.

## Privates
Muhterem Aras ist seit 1986 verheiratet und hat einen Sohn und eine Tochter. Sie ist alevitischen Glaubens und lebt in Stuttgart.